# Billy Kahora
Billy Kahora är en kenyansk författare och chefredaktör på Kwani, det unga kulturmagasinet som kommit att bli en litterär samlingspunkt för hela Östafrika. Tidskriften arbetar för att rekonstruera Afrikas identitet och framtid. Tidigare har Kahora arbetat för Allafrica.com i Washington D.C.
Han är utbildad till journalist vid Rhodes University i Sydafrika och har även läst litterär gestaltning vid universitetet i Edinburgh, Skottland. Novellen Treadmill Love, som publicerats i tidskriften 10TALs Kenyanummer, var nominerad av juryn till 2007 års Cainepriset. 2009 var Kahora redaktör för boken Kenya Burning, en visuell berättelse över Kenyas våldsamma eftervalskris 2007. 2012 blev han återigen nominerad till Cainepriset, för novellen Urban Zoning.